# Nen (Hunter × Hunter)

Le sei categorie del Hatsu.

La Concentrazione (念?, Nen) è una particolare energia sprigionata dagli esseri viventi.

## Introduzione

### Etimologia
La parola giapponese "Nen" deriva dall'ideogramma cinese "Nian" (念) che significa letteralmente "pensare a qualcosa, concentrarsi su qualcosa". 
Nell'anime si manifesta come un'aura divampante, simile a una fiamma, che circonda l'utilizzatore e il cui colore varia a seconda della persona che lo usa. Solitamente le persone comuni non sanno usare il Nen, sebbene esso sia un potere intrinseco in tutti: questa disciplina viene infatti appresa mediante l'addestramento presso un Maestro di Nen che termina quando l'allievo ha appreso a utilizzarlo alla perfezione.
Wing spiega che il Nen è il requisito che un individuo deve avere per essere un vero Hunter: l'utilizzo consapevole di questa tecnica è la condizione necessaria, infatti, per passare l'esame segreto da Hunter, una prova successiva e non ufficiale ulteriore rispetto all'esame vero e proprio.

### Il sistema del Nen
Il Nen ha un sistema piuttosto rigido basato su regole ben precise e definite. Ci sono un insieme di tecniche, sia di base sia più avanzate, che coinvolgono la manipolazione generale dell'aura: ciascun utilizzatore può sviluppare la propria abilità specifica, conosciuta come Hatsu, basata sugli stessi pochi principi logici che governano tutti i Nen.

### Natura del Nen
Il Nen è l'energia prodotta da tutti gli esseri viventi ed è considerata un'energia vitale: se si dovesse esaurire tutto il proprio Nen, infatti, ciò equivarrebbe all'esaurimento di tutta l'energia che mantiene in vita, con esiti ovviamente fatali. Il Nen ha la tendenza a convergere da tutte le parti del corpo producendo una massa di energia: questo accade senza che l'individuo ne sia consapevole e si espanderà dal proprio corpo lentamente.
I fori o punti del corpo da dove il Nen fuoriesce vengono chiamati Shouko e possono essere aperti in due modi:
- Meditazione: tramite essa si possono aprire gli Shouko senza un intervento esterno. Questo metodo richiede un quantitativo di tempo che dipende dal talento stesso del soggetto: Zushi, che ha un talento di cui è dotata una persona ogni centomila, ha impiegato sei mesi a manifestare il Nen. Wing sostiene che Gon e Killua, dotati del talento che possiede una persona ogni dieci milioni, ci avrebbero messo una settimana o anche meno: ciò significa che per una persona normale sono necessari diversi anni.
- Intervento esterno: un utilizzatore di Nen applica la sua aura sulla schiena dell'apprendista aprendo gli Shouko in pochissimi istanti.

#### Effetti collaterali
Il Nen, in certe circostanze, si può dimostrare una lama a doppio taglio, dal momento che non scompare nemmeno quando la persona in questione muore e spesso, invece di indebolirsi, si rafforza in modo vertiginoso.
Quando due utilizzatori si affrontano e uno di essi perde la vita, se non si possiede una particolare forza di volontà il Nen della persona deceduta si attaccherà al vincitore causandogli effetti insoliti: in questo caso l'unico modo per ritornare alla normalità è ricorrere a un esorcista Nen, cioè un individuo specializzato nel rimuovere l'aura di altre persone.
Quando un utilizzatore di Nen inserisce la propria aura in un altro individuo è probabile che si deciderà di non ucciderlo proprio perché, in tal caso, il Nen immesso si potenzierà vertiginosamente rendendolo molto più difficile da rimuovere: quando Kurapika utilizza la sua Catena del Giudizio su Chrollo, la Brigata decide infatti di non ucciderlo perché questa, oltre ad essere molto potente a causa della restrizione che già di per sé le è imposta, diverrebbe resistente al tal punto che non sarebbe ipotizzabile rimuoverla, o addirittura, potrebbe arrivare ad uccidere Chrollo stesso.

### Nen base
Il Nen viene solitamente suddiviso in quattro grandi categorie: Ten, Ren, Zetsu e Hatsu.
Ci sono molte tecniche basilari da apprendere nello studio del Nen ed esse costituiscono le prime tecniche che sono insegnate a tutti gli utilizzatori di Nen. Spesso, per un utilizzatore di Nen, queste tecniche di base sono condizioni naturali: per esempio mentre un principiante deve imparare a usare il Ten e deve concentrarsi per effettuarlo, un utilizzatore di Nen con esperienza potrà utilizzarlo costantemente.

## Ten
La Realizzazione (点?, Ten) è la determinazione del singolo individuo e costituisce il primo stadio dell'addestramento Nen.
Dopo che a una persona vengono aperti gli Shouko, essa deve imparare a mantenere la fuoriuscita del Nen dal proprio corpo. Il Ten è il metodo per mantenere gli Shouko aperti ma permette anche di condensare la propria aura attorno al corpo evitando di consumarne tutta l'energia inutilmente: ciò irrobustisce il corpo e rallenta considerevolmente il processo di invecchiamento.

## Ren
Il Temperamento (錬?, Ren) è la diretta applicazione del Ten e rappresenta la capacità di espandere improvvisamente la propria aura in modo da attaccare l'avversario con essa, generare uno spostamento d'aria o concentrare l'aura prima di un attacco.
Il Ren viene appreso principalmente per poter sfruttare il Gyo. Per chi non sa ancora padroneggiarlo il Ren è impercettibile, ma alcuni individui dotati di sensi particolarmente sviluppati lo avvertono come una sorta di pressione intorno all'individuo che ne fa utilizzo. Gon e Killua dimostrano di essere molto abili nel Ren, avendolo percepito fin da subito per le esperienze che hanno vissuto. Una persona che non sa utilizzare il Nen può anche morire se sottoposta per un periodo di tempo prolungato al Ren di un individuo con intenzioni ostili.
Come viene spiegato da Biscuit, per aumentare anche solo di dieci minuti la durata del Ren ci vuole circa un mese. Gon e Killua inizialmente riescono a mantenere il loro Ren attivo per quarantacinque minuti; grazie poi agli insegnamenti di Biscuit e sottoponendosi a un allenamento assai faticoso, riescono infine a mantenere l'aura attiva per circa tre ore, cosa che richiederebbe dei mesi.

## Zetsu
L'Azzeramento (舌?, Zetsu) è la capacità di chiudere tutti gli Shouko e rendere il soggetto difficile da localizzare: in particolare può essere usato per un inseguimento o situazioni simili ma è sconveniente in battaglia. Viene usato principalmente per nascondersi e per recuperare più velocemente le forze nel caso in cui si venga feriti gravemente.
Lo Zetsu è l'unica capacità che può essere appresa anche senza conoscere il Nen: sia Killua che soprattutto Gon, infatti, erano già in grado di usarlo anche prima degli insegnamenti di Wing, il primo a causa dell'addestramento da assassino a cui lo ha sottoposto sin da piccolissimo la famiglia mentre il secondo lo ha sviluppato per dare la caccia agli animali e nascondersi da quelli feroci.
Una volta che l'allievo padroneggia tutti i tre tipi del Nen base, può passare all'apprendimento del vero e proprio Nen. Questa fase è chiamata Hatsu e senza di esso non si potranno mai creare colpi nuovi o imparare tecniche Nen avanzate.

## Hatsu
Il Rilascio (発?, Hatsu) è l'ultima fase dello studio del Nen al quale perviene uno studente e con esso si possono perfezionare e perfino inventare tecniche personali. Per conoscere a quale Hatsu si appartiene il modo più semplice è il Test dell'Acqua, che consiste nel concentrare il proprio Nen in un bicchiere colmo d'acqua con una foglia al centro e valutarne i cambiamenti.
Il rilascio si divide in (in senso antiorario, secondo il quadrante):

### Materializzazione, Concretizzazione o Evocazione(具現化?,Gugenka)
Se uno studente crea un oggetto nell'acqua appartiene al gruppo della Materializzazione, cioè l'abilità che consente di creare un oggetto fisico di puro Nen.

Una volta che l'utilizzatore ha acquistato padronanza nella concretizzazione di un certo oggetto, egli può materializzarlo e smaterializzarlo in un istante ogni volta che desidera: si pensa infatti che la Materializzazione sia l'unico tipo di Nen che possa generare delle cose che la gente ordinaria può vedere e toccare. 

Visto che gli oggetti materializzati sono reperibili anche senza l'utilizzo del Nen e dato anche il suo uso complesso, questa viene considerata erroneamente una categoria debole: per questo gli appartenenti alla Materializzazione sono soliti imporre delle condizioni agli oggetti che materializzano per aumentarne il potere.

Come per la Manipolazione le abilità della Materializzazione tendono a essere molto specifiche, complesse e condizionali: Izunavi afferma che è particolarmente difficile per un appartenente a questa categoria riuscire a concretizzare qualcosa di potente e unico poiché non si può andare oltre la capacità umane (ad esempio creare una spada che può tagliare qualsiasi cosa) ed è anche molto complesso trovare un equilibrio di potere. Allo stesso modo, però, sostiene che se si riesce a fare entrambe le cose si può generare un potere eccezionale.

Un gruppo ristrettissimo di persone del gruppo della Materializzazione possono creare delle creature in grado di assorbire il Nen di altre persone: questa abilità prende il nome di Esorcismo Nen (除念?, Jounen).
Hisoka sostiene che chi appartiene a questa categoria sia serio e riflessivo.
Appartenenti a questo gruppo:
- Kurapika
- Kaito
- Shizuku
- Kortopi
- Bonolenov
- Abengane (esorcista Nen)

### Trasformazione(変化?,Henka)
Se uno studente cambia il sapore dell'acqua, appartiene alla categoria della Trasformazione.

Grazie a essa un utilizzatore di Nen può cambiare le proprietà della propria aura in modo che imiti qualcos'altro; come nel caso della Emissione, le cose generate dalla Trasformazione sono di puro Nen.

Non bisogna confondere la Trasformazione con la Materializzazione, in quanto la prima permette al proprio Nen di imitare le proprietà di qualsiasi cosa mentre la seconda permette di cambiare il proprio Nen in un certo materiale. Il Nen può anche copiare le proprietà di cose reali, ma le sostanze trasformate sono invisibili a coloro che non sono capaci di usare il Nen.

Secondo Hisoka gli appartenenti a questo gruppo sono generalmente capricciosi e bugiardi.
Appartenenti a questo gruppo:
- Killua Zoldick
- Hisoka
- Biscuit Krueger
- Machi
- Feitan

### Potenziamento o Irrobustimento(強化?,Kyōka)
Se uno studente aumenta la quantità d'acqua risulta essere del tipo del Potenziamento: esso costituisce il gruppo che usa il Nen per aumentare le capacità di attacco e difesa del proprio corpo oltre che a velocizzare notevolmente la guarigione delle ferite; per questo Izunavi, il maestro Nen di Kurapika, afferma che i membri più abili di questa categoria sono molto difficili da affrontare per chi non fa parte della medesima.

Chi fa parte del Potenziamento, inoltre, dispone di un importante vantaggio rispetto alle altre categorie in quanto questo è il solo tipo che permette a chi ne fa parte di sviluppare le altre categorie Nen non al di sotto del 60%, escludendo la Specializzazione.

Secondo Hisoka chi appartiene a questo gruppo è in genere semplice e determinato.
Appartenenti a questo gruppo:
- Gon Freecss
- Uvogin
- Phinks
- Nobunaga Hazama
- Wing

### Emissione(放出?,Houshutsu)
Se uno studente cambia il colore dell'acqua appartiene alla categoria dell'Emissione.

La peculiarità di questa categoria consiste nel fatto che chi ne fa parte è capace di controllare lo spiegamento della propria aura mentre la separa dal corpo. Il Nen, solitamente, svanisce molto rapidamente quando è separato dal corpo, ma le persone più forti di questo gruppo possono separare la loro aura dal loro corpo per lunghi periodi di tempo e possedere ancora un grande potere per mantenerla. Un'applicazione di questa abilità è la capacità di lanciare giganti sfere di Nen.

Le abilità dell'Emissione sono comunemente confuse con quelle della Materializzazione ma i due gruppi sono fondamentalmente differenti: gli oggetti generati dal tipo dell'Emissione sono fatti di pura energia nen e richiedono l'uso della Manipolazione per essere controllati.

Hisoka sostiene che gli Emettitori siano impazienti ed influenzabili.
Appartenenti a questo gruppo:
- Leorio Paladiknight
- Silva Zoldick
- Zeno Zoldick
- Franklin
- Razor
- Senritsu
- Pokkle

### Manipolazione(操作?,Sōsa)
Se uno studente fa muovere la foglia che galleggia sull'acqua appartiene al gruppo della Manipolazione, cioè l'abilità che consente di controllare le altre persone o materiali inanimati.

Le abilità che appartengono ai tipi della Manipolazione tendono a essere più complesse delle altre e generalmente richiedono determinate circostanze prima che l'utilizzatore possa controllare l'oggetto stabilito.

La Manipolazione è la categoria più comune tra gli utilizzatori di Nen e spesso viene confusa con la Materializzazione dal momento che la prima manovra qualcosa di reale mentre chi utilizza la seconda genera oggetti grazie al Nen. Comprendere a quale di queste due categorie appartenga l'avversario può rivelarsi vitale: i materializzatori, infatti, diversamente dai manipolatori, possono far scomparire gli oggetti che creano o renderli invisibili attraverso l'In, perciò se il nemico si concentra troppo su di essi rischia di esporsi a un colpo fatale.

In accordo a quanto detto da Hisoka, i manipolatori sono calcolatori ed imperturbabili.
Appartenenti a questo gruppo:
- Illumi Zoldick
- Shalnark
- Kalluto Zoldick
- Zushi
- Baise

### Specializzazione o Caratterizzazione(特質?,Tokushitsu)
Se un allievo causa qualsiasi altro effetto durante il Test dell'Acqua, egli appartiene al tipo della Caratterizzazione o Specializzazione.

È possibile che l'effetto che si verifica possa dare una certa comprensione su come si dovrebbe gestire la propria abilità: gli unici finora mostrati sono quelli di Neferpitou, che fa disintegrare la foglia sopra la superficie dell'acqua, e di Tserriednich, che fa sia bollire sia emanare un cattivo odore all'acqua.

La Specializzazione non ha niente a che fare con le altre cinque categorie ma, pur essendo a sé stante, essa viene posta fra la Manipolazione e la Materializzazione nell'esagono degli Hatsu in quanto, in casi rari, gli esponenti di queste categorie possono "passare" alla Specializzazione. La Specializzazione è un potere unico, che non si può insegnare né apprendere: generalmente viene ereditato geneticamente o sviluppato in conseguenza dell'ambiente particolare in cui si nasce e cresce.

Fra tutte le categorie Hatsu questa è l'unica che non può essere inquadrata precisamente: gli appartenenti a questa categoria, infatti, possiedono delle abilità che non possono essere ricondotte ai cinque tipi precedenti.

Gli appartenenti a questa categoria sono, a detta di Hisoka, molto indipendenti e carismatici.
Appartenenti a questo gruppo:
- Kurapika (solo nello stato in cui i suoi occhi sono di colore scarlatto)
- Quoll Lucifer
- Pakunoda
- Neferpitou
- Meruem
- Tserriednich Hui Guo Rou

### Combinazione di più Hatsu
Alcune delle abilità Nen usano più di un tipo di aura: alcune combinazioni comuni includono Manipolazione ed Emissione (in modo che l'utilizzatore possa maneggiare oggetti da lontano) e Manipolazione e Materializzazione (che permettono all'utilizzatore di manipolare oggetti che ha materializzato). Tuttavia esse non possono essere portate al 100% della propria forza.

### Percentuali di sviluppo del Nen
Il Nen ha delle regole precise anche per quanto riguarda le potenzialità di sviluppo nelle cinque categorie per le quali non si è predisposti dalla nascita. Le sei categorie sono organizzate in uno schema esagonale: la stima di sviluppo dei poteri Nen si può esprimere in percentuali ed è molto importante che un utilizzatore la conosca, in quanto ciò gli permette di scegliere le categorie più adeguate in cui infondere i propri poteri e nelle quali concentrarsi per il proprio addestramento.
Utilizzare categorie troppo distanti dalla propria può provocare un consumo eccessivo delle proprie energie, il che in un combattimento prolungato può diventare un errore fatale (ad esempio Kastro ha scelto di usare Manipolazione e Materializzazione pur essendo del potenziamento, usando quindi le due categorie Nen più distanti dalla sua, e ciò gli è costato la vita contro Hisoka) e comunque non dimostrarsi una tattica vincente, dal momento che non possono essere sviluppate al meglio.
Le capacità di apprendimento e le proprie potenzialità non possono in alcun modo alterare tali percentuali, che restano sempre invariate (con la sola eccezione di Kurapika che, con gli occhi cremisi, rientra nella Specializzazione che nel suo caso gli permette temporaneamente di usare tutte e sei le categorie al 100%). Per chi non ne fa parte, la Specializzazione è una categoria con la percentuale costantemente allo 0%, dal momento che non è un'abilità che si può imparare, essendo genetica o sviluppata in virtù di circostanze particolari e anche in quel caso è possibile solo se si rientra nella Manipolazione o Materializzazione.
La categoria "favorita" nell'utilizzo del Nen è il Potenziamento che permette di accedere a quattro categorie con due poteri all'80% e due al 60% (mentre tutte le altre cinque categorie ne hanno almeno una al 40%) ad eccezione delle specializzazioni in cui le altre categorie hanno lo 0% di sviluppo.
Le percentuali di sviluppo delle categorie Nen sono le seguenti:
|                                 |                   | Predisposizione dell'utilizzatore | Predisposizione dell'utilizzatore | Predisposizione dell'utilizzatore | Predisposizione dell'utilizzatore | Predisposizione dell'utilizzatore | Predisposizione dell'utilizzatore |
| Potenziamento                   | Trasformazione    | Materializzazione                 | Specializzazione                  | Manipolazione                     | Emissione                         |                                   |                                   |
| Hatsu che si possono apprendere | Potenziamento     | 100%                              | 80%                               | 60%                               | 40%                               | 60%                               | 80%                               |
| Hatsu che si possono apprendere | Trasformazione    | 80%                               | 100%                              | 80%                               | 60%                               | 40%                               | 60%                               |
| Hatsu che si possono apprendere | Materializzazione | 60%                               | 80%                               | 100%                              | 80%                               | 60%                               | 40%                               |
| Hatsu che si possono apprendere | Specializzazione  | 0%                                | 0%                                | 0% (più predisposto)              | 100%                              | 0% (più predisposto)              | 0%                                |
| Hatsu che si possono apprendere | Manipolazione     | 60%                               | 40%                               | 60%                               | 80%                               | 100%                              | 80%                               |
| Hatsu che si possono apprendere | Emissione         | 80%                               | 60%                               | 40%                               | 60%                               | 80%                               | 100%                              |
| ------------------------------- | ----------------- | --------------------------------- | --------------------------------- | --------------------------------- | --------------------------------- | --------------------------------- | --------------------------------- |

### Sottocategorie
Il Nen, poi, può essere, formalmente, diviso in ulteriori sottocategorie che possono appartenere ad Hatsu diversi.
- Tipo della mutua cooperazione (相互協力型): o “Joint Type” (ジョイントタイプ)

un utilizzatore necessita dell'aura di altri utilizzatori per completare la tecnica. Più il numero dei partecipanti è alto più la tecnica è efficace. Con il "tipo della mutua cooperazione, forma collettiva" (相互協力型の集団行動形式) o "Joint Type della Party Form" (ジョイントタイプのパーティーフォーム), si raggiunge l'apice del potere di cui il Nen è capace.
- Tipo del contrattacco (迎撃型): o “Counter Type” (カウンターアタイプ)

non si può usare il proprio Hatsu fino a quando non si supera una certa soglia di danni, stabilita dalla tecnica stessa.
- Tipo della coercizione (強制型)

manipolazione che priva l'obiettivo della libertà della mente e del corpo.
- Tipo della pseudo-coercizione (半強制型)

manipolazione che priva il bersaglio della libertà del corpo o lo guida in una situazione dove non c’è altra scelta.
- Tipo della sollecitazione (要請型)

manipolazione del bersaglio che continua a godere di libero arbitrio, anche se lavora per il proprio manipolatore nei limiti delle scelte che, quest’ultimo, gli ha imposto. Usa molta meno energia degli altri tipi di manipolazione e, per questo, può controllare molti più individui contemporaneamente.
- Tipo della induzione (誘導型)

manipolazione debole, ma può controllare molti bersagli contemporaneamente. Forse si tratta sempre del tipo della sollecitazione. Informazioni insufficienti.
- Tipo della collaborazione (共存型)

necessita di un "partner". Informazioni insufficienti.
- Tipo della diffusione/collezione (拡散・徴集型)

agisce tramite la collezione di qualcosa, utilizzando svariate persone. Informazioni insufficienti.
- Tipo della composizione (具現化系複合型)

informazioni insufficienti.
- Tipo del prestito (貸与型)

l'utilizzatore è in grado di prestare o donare abilità ad altre persone.
- Tipo del supporto (補助型)

abilità che non puntano ad aumentare la potenza del proprio utilizzatore.
- Tipo parassita (寄生型)

attacca il proprio Nen su un altro individuo e l'aura, così passata, continua a persistere sul bersaglio, nutrendosi dell’energia spirituale dell’ospite.
- Tipo della maledizione (呪慿型)

imposizione di aura su un altro individuo. Al contrario del parassita, per funzionare non si nutre del Nen dell'ospite. In casi eccezionali, con la morte di chi ha lanciato questa tecnica, la maledizione, può, anche, irrobustirsi. Il tipo più diffuso è quello che perseguita il bersaglio, causandogli ogni tipo di danno e sfortuna.
- Esorcismo Nen (除念): o Jonen, Esorcismo Nen

Individui particolari possiedono l'abilità di rimuovere il Nen immesso da altri individui in oggetti, persone o animali: essi sono detti "esorcisti Nen" e sono molto pochi in tutto il mondo, il che fa intendere che la loro capacità è una dote non comune. Il primo esorcista Nen della serie è Abengane, che compare durante le vicende di Greed Island. Il principale antagonista del videogioco, Boomer, gli applica una bomba di Nen sulla spalla pronta a esplodere al suo comando; Abengane, nascondendosi in una foresta, esegue un rituale evocando gli spiriti della natura per poi buttare nel fuoco un feticcio di legno e foglie ed evocare una grossa creatura simile a un bruco che, avvolgendosi a lui, divora la bomba.
Ancora più rari sono coloro in grado di rimuovere il Nen di una persona defunta, in quanto il Nen si rafforza considerevolmente dopo la morte: si stima infatti che questi individui siano solo una decina circa in tutto il pianeta. Più il Nen da rimuovere è potente, soprattutto in base al vincolo o la condizione a cui è stato sottoposto, più è difficile rimuoverlo; in alcuni casi può risultare addirittura impossibile: un esempio si ha quando viene chiamato un esorcista per rimuovere la condizione che Gon si era imposto per ottenere la forza necessaria a uccidere Pitou ma l'individuo in questione afferma che tale vincolo era talmente potente che provare a rimuoverlo gli sarebbe costato la vita.

## Tecniche Nen avanzate
Esistono molte tecniche Nen avanzate, spesso ottenute dalla combinazione di tecniche di base. Molti utilizzatori di Nen imparano il Ten, lo Zetsu e il Ren prima di tentare queste tecniche mentre, generalmente, l'Hatsu è qualcosa che un utilizzatore di Nen sviluppa gradualmente dopo un lungo periodo di tempo.

### Gyo
Il focalizzamento (凝?, Gyo) è la tecnica tramite la quale un utilizzatore di Nen concentra parte della sua aura in uno specifico punto del corpo per incrementare la forza di esso, ma il resto diventa più vulnerabile.
Solitamente esso è concentrato negli occhi per svelare un avversario che utilizza l'In, poiché consente all'utilizzatore di Nen di vedere cose che altrimenti non potrebbe vedere; il Gyo è inoltre usato per trovare in un avversario un punto debole, che altrimenti passerebbe inosservato.

### In
L'occultamento (隱?, In) è una forma avanzata dello Zetsu che serve a far diventare invisibile l'aura per cogliere di sorpresa l'avversario; sfruttarlo in zone di scarsa visibilità (come una cortina fumogena) permette di rendersi pressoché invisibile a meno che l'avversario non usi il Gyo. È una tecnica particolarmente utile per chi fa parte della Trasformazione, della Materializzazione o dell'Emissione, in quanto questi utilizzatori sfruttano pura aura e quindi possono renderla totalmente invisibile. Coloro che sfruttano la Manipolazione invece non ne ricavano solitamente grande beneficio perché utilizzano oggetti reali e quindi non possono renderli invisibili.
L'In può essere annullato usando il Gyo negli occhi oppure usando la tecnica dell'En. È la tecnica prediletta di Hisoka, tuttavia viene usata anche da Kurapika per nascondere le sue catene.

### Shu
L'avvolgimento (周?, Shu) è una versione avanzata del Ten e consente di estendere la propria aura a un oggetto, che viene considerato come se fosse un'estensione del proprio corpo, moltiplicando enormemente la sua forza e resistenza.
Se qualcuno usa lo Shu per estendere il suo Ten attorno a un oggetto e non al proprio corpo lo renderebbe resistentissimo, allo stesso modo in cui il Ten irrobustisce il corpo. Questa è la tecnica con cui Hisoka rende le sue carte da gioco affilate come un solido coltello di metallo.

### Ryu
L'affluimento (流?, Ryu) combina il Gyo e il Ken, infatti permette l'uso in tempo reale del Gyo in battaglia e permette di bilanciare il Ken nel proprio corpo in maniera omogenea, ad esempio concentrando il 60% dell'aura per l'attacco rimarrà il 40% di difesa. Il Ryu è il Nen fondamentale nella tecnica di combattimento.
L'allenamento è più efficace se fatto con un'altra persona e richiede un combattimento simulato al rallentatore a causa dell'elevata complessità e pericolosità. È una tecnica che si migliora continuamente tramite l'esperienza diretta. Biscuit considera Killua prodigioso in questa abilità grazie al suo enorme talento, tanto che persino lei impiegò dieci anni per arrivare al livello da lui raggiunto dopo le poche settimane in cui lo ha allenato.

### Ken
Il fortificamento (堅?, Ken) è una tecnica difensiva nato dall'unione di Ten e Ren che consente al suo utilizzatore di mantenere uno stato di Ren attorno all'intero corpo, consentendo di difendersi da attacchi provenienti da qualsiasi direzione senza la necessità di ricorrere al Gyo.
Il Ken risulta utile per la difesa ma è difficile da mantenere, in quanto il potere difensivo è inferiore al Kou ma risulta molto più utile sul campo di battaglia. A causa di questo, è usato per la guardia quando qualcuno desidera essere prudente. Con il Ken ci si difende e con il Kou si attacca.

### Kou
Il puntamento (硬?, Kou) è una tecnica applicata che combina Ten e Ren in una mossa molto simile al Gyo, ma concentrata: l'utilizzatore raccoglie tutta l'aura in un unico punto e attacca; ciò consente di aumentare a dismisura il potere di un normale attacco. Questo fa sì che una sola parte del corpo diventi eccezionalmente potente, ma si lasci il resto del corpo totalmente scoperto.
Il Kou è usato solo da alcuni utilizzatori di Nen come tecnica offensiva ma è una mossa altamente rischiosa: per questo è sfruttato al meglio dagli utilizzatori della categoria del Potenziamento in quanto essa è la categoria Nen che consente di rafforzare i muscoli, di accelerare il processo di guarigione e moltiplicare la forza offensiva del corpo. Anche per questa ragione il Kou è utilizzato molto più di frequente da questi soggetti in quanto il loro fisico è più resistente e forte per predisposizione naturale.
Gon, con il suo pugno Kou denominato "Sasso" (come nella morra cinese), genera un impatto violentissimo capace di distruggere anche i materiali più resistenti e frantumare senza difficoltà le ossa a ogni avversario; Ubo, con il suo "Urto del Big Bang", riesce addirittura a generare un impatto tale che, se rilasciato al suolo, può creare un'esplosione gigantesca e una voragine altrettanto profonda, capace di disintegrare totalmente chiunque sia nel raggio d'azione. Questa tecnica può essere utilizzata anche similmente allo Shu, incanalando l'intera aura in un oggetto, come dimostra Feitan concentrando tutta l'aura nella spada contro Zazan, ma quest'uso è ancora più rischioso perché l'intero corpo è totalmente vulnerabile.

### En
Il rintracciamento (圓?, En) è una tecnica basata sulla combinazione di Ren e Ten. Con il Ren l'aura normalmente si propaga per non più di qualche centimetro dalla superficie del corpo, ma tramite l'En è possibile espanderla fino alle dimensioni desiderate; tramite il Ten, allo stesso tempo, si dà una forma all'aura, generalmente sferica.
Grazie all'En si può avvertire con la pelle la forma e il movimento di qualsiasi cosa entri nel raggio d'azione dell'aura e di norma i maestri nell'En possono estenderlo a un cerchio dal raggio di cinquanta metri.
Zeno Zoldick, uno dei più potenti assassini e utilizzatori di Nen viventi, è in grado di estendere il suo En fino a un raggio di trecento metri, mentre Neferpitou possiede un En dalla forma irregolare che può estendere per più di due miglia. Essa è anche la modalità su cui è basata la tecnica di spada di Nobunaga Hazama.

## Utilizzo del Nen nella medicina
Il Nen può essere adoperato in campo medico per sanare malattie classificate come incurabili o operare nelle situazioni in cui la medicina classica risulta inutile. 
Tra i principali utilizzatori si possono citare:
- Leorio Paladiknight: ha sviluppato il Nen in ambito chirurgico in modo da rilasciare la sua aura, attraverso la palpazione e sotto forma di ultrasuoni, per rilevare eventuali anomalie nel corpo e lanciare piccoli raggi di Nen che possono trapassare ostacoli colpendo solo il bersaglio. Secondo Gin questa tecnica è più difficile da eseguire del normale En ed è stata progettata per distruggere coaguli e tumori.

- Geru: è una farmacista facente parte dello Zodiaco. Poiché l'animale a lei associato è il serpente, è probabile che sia specializzata nella cura dei veleni; anche l'abilità consistente nel trasformare le sue mani in questi animali può essere finalizzata sia ad avvelenare che a rimuovere veleni.

- Machi Komachine: membro della Brigata Fantasma, il suo "Filo di Nen" le permette di curare e suturare qualsiasi tipo di ferita riattaccando senza problemi tendini, muscoli, ossa e nervi.

- Shizuku Murasaki: membro della Brigata Fantasma, il suo aspirapolvere le permette di risucchiare qualsiasi cosa inanimata, come il veleno dal corpo del compagno Uvo.

- Kurapika: attraverso la Catena della Guarigione può curare le proprie ferite con un'efficacia e una rapidità sorprendenti.

- Cookie l'estetista magica: Biscuit, la sua abilità Nen le permette di materializzare una massaggiatrice che è in grado di alleviare la stanchezza in modo eccezionale (mezz'ora di trattamento danno un giovamento pari ad otto ore di sonno). Oltre a questo, Cookie è in grado di trasformare la sua aura in una crema che ringiovanisce la pelle e può curare i problemi fisici di un individuo.

- Soffio dell'Angelo: speciale carta del videogioco Greed Island, è uno dei poteri Nen più versatili nella cura e può essere utilizzata per curare ogni tipo di ferita o malattia.

- Alluka Zoldick/Nanika: il suo potere le permette di curare qualsiasi essere vivente indipendentemente dalle condizioni in cui esso si trova, come dimostrato con Gon. Tuttavia ciò potrebbe non essere un potere derivato dal Nen in quanto Nanika è un'entità proveniente dal Continente Oscuro.

- Neferpitou: con la sua abilità Dottor Blythe, una specie di pupazzo attaccato alla sua coda, può effettuare delle operazioni in poco tempo(quando ha operato Komugi) oppure riattaccare o curare delle parti del corpo(quando ha riattaccato il braccio a Meruem). I contro di questo potere sono: il fatto che essendo attaccato alla sua coda Pitou deve rimanere vicina al paziente è che utilizzi molto Nen, rendendola “vulnerabile”